# 巨首收穫蟻
巨首收穫蟻（學名：Messor cephalotes）俗稱肯尼亚收穫蚁，是收穫蚁屬之下的一种， 同时也是收穫蚁屬中蚁后最大的物種。（工蚁最大的收穫蚁是沙地收穫蚁 Messor arenarius）
肯尼亚收穫蚁是早期蚂蚁饲养员為其取的名字，该物種的中文正式名叫巨首收穫蚁，因“cephalotes”有“大头、大脑袋”之意，但由于收穫蚁屬中已经有一个叫大頭收穫蟻（Messor capitatus）的物種了，所以只能翻译为巨首收获蚁。與大部份收穫蚁一样，它们平常以种子为食。喜欢吃各种草本植物的种子。首先大型工蚁会幫忙撬開种子的外殼，隨後其它工蚁会咬碎里面的胚乳並使用自己的唾沫與其混合，形成一种类似面包的块狀物，在英文中被稱為“ant bread”，即“螞蟻面包”。

## 特徵
这是种非常独特的东非物种，是非洲已知两种腹部具强烈雕刻質感的收穫蟻形態之一，另一个是王者收穫蟻（Messor regalis），除了该特徵之外，其不同之处还在于前突总是双齿或双尖，这一特征在头齿中很少出現。除此之外，前鞘缘，在脣基中总是凹陷的，在脣基中是浅凸和不规则的，头部后緣两侧是无毛的，在鞘中有明显的立毛。

## 分佈
该物種是非洲的独有物種，仅分佈于東非的埃塞俄比亚[模式产地]、坦桑尼亚及肯尼亞。

## 飼養
肯尼亚收穫蟻作為收穫蚁屬体色最红、蚁后体型最大的收穫蟻，深受蚂蚁饲养员的喜愛。但作為外来的非洲物種，想饲养成功还是有点难度的。
溫度建議在24-30°C，濕度50-60%（也可以忍受乾旱，但最好还是保持濕度）；蚁后為單后制（一个巢穴只允许一只蚁后存在），所以不好合后；该物種比較怕震動，因此最好放在一个寧靜的地方；该物種是熱帶物種，所以不会过冬。
最好準備两个隔開的巢室，分別為乾旱和濕潤，乾旱的巢室用于儲存种子，濕潤的巢室给蚂蚁居住，这样可以避免种子发芽。